# Timbaro
Le timbaro, ou kambaata, est une langue couchitique parmi les langues chamito-sémitiques parlée en Afrique de l'Est par les Kambatta de la Corne de l'Afrique.
Jules Borelli en dresse en important répertoire en 1890 dans son ouvrage Éthiopie méridionale, résultats de ses travaux menés de 1886 à 1888. 